# Memnonia flavidus
Memnonia flavidus är en insektsart som beskrevs av Victor Antoine Signoret 1879. Memnonia flavidus ingår i släktet Memnonia och familjen dvärgstritar. Inga underarter finns listade i Catalogue of Life.